# مخيم المرزق
مخيم المرزق هو مخيم للاجئين أسسته الأمم المتحدة في 2009،  في مديرية حرض التابعة لمحافظة حجة الحدودية شمال اليمن، وهو عبارة عن مجموعة من مخيمات اللاجئين التي يعيش فيها آلاف النازحين بسبب عشر سنوات من الحروب بين الحوثيين والدولة اليمنية إلى جانب مهاجرين أفارقة.

## تاريخ
في 30 مارس 2015 قتل ما لا يقل عن 45 شخصاً في مخيم المرزق الذي يعيش فيه آلاف النازحين بسبب حروب نزاع صعدة، وقالت المنظمة الدولية للهجرة إن ضربة جوية لعملية عاصفة الحزم عند مخيم للنازحين واللاجئين في شمال اليمن الذي يسيطر عليه الحوثيون قتلت 45 شخصا واصابت 65 يوم الاثنين.